# RapidIO
RapidIO™ jest wysokowydajną technologią wymiany informacji (sprzęg – ang interface) pomiędzy układami scalonymi na płytach drukowanych, a pakietami pracującymi na wspólnej magistrali. Technologia RapidIO pracuje z zastosowaniem technologii pakietowej, została opracowana do zastosowań embedded, a głównie na potrzeby przetwarzania sygnałów, sieci komputerowych i telekomunikacji.
Główni konkurenci to HyperTransport, Infiniband i PCI Express.
Technologia RapidIO została opracowana przez Mercury Computer Systems i Motorolę (obecnie Freescale), jako rozwinięcie technologii szybkiej wymiany danych pomiędzy pakietami firmy Mercury w tym pakietami przetwarzania sygnałów, pakietami wejścia/wyjścia i pakietami pamięci.

## Technologia
Obecnie występują dwie odmiany technologii RapidIO: technologia równoległa – Parallel RapidIO i szeregowa – Serial RapidIO. Technologia równoległa stosuje oddzielny sygnał zegarowy, zaś w technologii szeregowej (Serial RapidIO) stosuje się kodowanie 8B/10B do przesyłania danych wraz z zegarem.
Pakiety danych są uporządkowane big-endian, zawierają 256 bajtów wraz z 8-bitowym lub 16-bitowym adresem. Pakiety są przesyłane za pomocą sieci przełączników (crossbar switches) od punktu do punktu, z handshakiem i potwierdzeniami, tak aby zapewnić brak gubienia pakietów. Połączenia realizuje się zwykle jako half-duplex z zastosowaniem niskonapięciowych linii różnicowych lub połączeń optycznych. RapidIO obsługuje mapowanie pamięci, kolejki komunikatów i przerwania.
W technologii Rapid IO można stosować różne szybkości przesyłania danych. Maksymalna prędkość to 6,25 Gb/s.

## Konsorcjum RapidIO
Szereg znaczących firm z dziedziny komunikacji, sieci komputerowych, systemów wbudowanych i półprzewodników, stworzyło konsorcjum RapidIO w celu rozwoju standardu międzynarodowego Rapid IO. Alcatel-Lucent, AMCC, EMC Corporation, Ericsson, Freescale, Texas Instruments, i Tundra Semiconductor utworzyły komitet sterujący konsorcjum RapidIO.

## Współpraca
Konsorcjum RapidIO współpracuje z wieloma innymi konsorcjami przemysłowymi, a w tym Optical Internetworking Forum, PICMG i Mountain View Alliance.